# Tommi Läntinen
Tommi Pekka Läntinen,född 22 augusti 1959 i Åbo, är en finländsk musiker. Innan solokarriären har han gjort låtar för Fabrics, Rin Tin Tin band, Boycott, Via Dolorosa och Tommi & Hombre duo. Dessutom har han komponerat låtar för andra artister och samarbetat med andra låtskrivare. Läntinen har själv komponerat de flesta låtarna i sin soloproduktion. Hans största solohits är bland annat låtarna "Via Dolorosa", "Syvälle sydämeen sattuu" (det gör ont djupt i hjärtat), "Kevät ja minä" (våren och jag) och "Rööperin kuu" (Rödbergs mån).